# Canthidium metallicum
Canthidium metallicum là một loài bọ cánh cứng trong họ Bọ hung (Scarabaeidae).